# Turanogryllus charandasi
Turanogryllus charandasi är en insektsart som beskrevs av Pajni och Madhu 1988. Turanogryllus charandasi ingår i släktet Turanogryllus och familjen syrsor. Inga underarter finns listade i Catalogue of Life.